# Mkokotoni
Mkokotoni je naselje na krajnjem istoku Tanzanije, u autonomnoj oblasti Zanzibar, na otoku Unguja. Upravno je sjedište regije Zanzibar North.
Godine 2002. Mkokotoni je imao 2.388 stanovnika.